# Brabantse Pijl 2019
De 59e editie van de wielerwedstrijd Brabantse Pijl (Frans: Fleche Brabançonne) werd gehouden op woensdag 17 april 2019. De start was in Leuven, de finish in Overijse. De wedstrijd maakte deel uit van de UCI Europe Tour 2019, in de categorie 1.HC.

## Uitslag
| Plaats  | Naam                 | Ploeg                 | Tijd     |
| ------- | -------------------- | --------------------- | -------- |
| Winnaar | Mathieu van der Poel | Corendon-Circus       | 4u35'11" |
| 2       | Julian Alaphilippe   | Deceuninck–Quick-Step | z.t.     |
| 3       | Tim Wellens          | Lotto Soudal          | z.t.     |
| 4       | Michael Matthews     | Team Sunweb           | z.t.     |
| 5       | Bjorg Lambrecht      | Lotto Soudal          | + 11"    |
| 6       | Alberto Bettiol      | EF Education First    | + 12"    |
| 7       | Enrico Gasparotto    | Team Dimension Data   | z.t.     |
| 8       | Alexander Kamp       | Riwal Readynez        | z.t.     |
| 9       | Pieter Serry         | Deceuninck–Quick-Step | z.t.     |
| 10      | Maurits Lammertink   | Roompot-Charles       | z.t.     |

## Vrouwen
De  Brabantse Pijl voor vrouwen werd verreden op 17 april 2019. De start- en finishplaats waren net als in de eerste editie in Gooik en ook het parcours ging nog steeds over de heuvels en kasseienstroken in het Pajottenland. 

### Uitslag
| Plaats  | Naam              | Ploeg                       | Tijd     |
| ------- | ----------------- | --------------------------- | -------- |
| Winnaar | Sofie De Vuyst    | Parkhotel Valkenburg-Destil | 3u28'56" |
| 2       | Marta Cavalli     | Valcar-Cylance              | z.t.     |
| 3       | Coryn Rivera      | Team Sunweb                 | z.t.     |
| 4       | Elena Pirrone     | Astana Women's Team         | z.t.     |
| 5       | Floortje Mackaij  | Team Sunweb                 | z.t.     |
| 6       | Julie Leth        | Bigla Pro Cycling           | z.t.     |
| 7       | Letizia Borghesi  | Aromitalia Vaiano           | + 7"     |
| 8       | Leah Kirchmann    | Team Sunweb                 | + 23"    |
| 9       | Vittoria Guazzini | Valcar-Cylance              | z.t.     |
| 10      | Marta Lach        | CCC-Liv                     | + 1'11"  |

1961 · 1962 · 1963 · 1964 · 1965 · 1966 · 1967 · 1968 · 1969 · 1970 · 1971 · 1972 · 1973 · 1974 · 1975 · 1976 · 1977 · 1978 · 1979 · 1980 · 1981 · 1982 · 1983 · 1984 · 1985 · 1986 · 1987 · 1988 · 1989 · 1990 · 1991 · 1992 · 1993 · 1994 · 1995 · 1996 · 1997 · 1998 · 1999 · 2000 · 2001 · 2002 · 2003 · 2004 · 2005 · 2006 · 2007 · 2008 · 2009 · 2010 · 2011 · 2012 · 2013 · 2014 · 2015 · 2016 · 2017 · 2018 · 2019 · 2020 · 2021 · 2022 · 2023 · 2024